# سی‌سی‌جی‌اس متیو
سی‌سی‌جی‌اس متیو (به انگلیسی: CCGS Matthew) یک کشتی است که طول آن ۵۰٫۳ متر (۱۶۵ فوت) می‌باشد. این کشتی در سال ۱۹۹۰ ساخته شد.